# 윤은주
윤은주(1983년 ~ )는 대한민국의 리포터랑 방송연예계랑 OBS 소속 아나운서다.
- 그에는 신경은랑 함께 있었다.

## 방송
- OBS 뉴스

## 경력
- OBS 아나운서